# Histoire de Vancouver
 (octobre 2015).

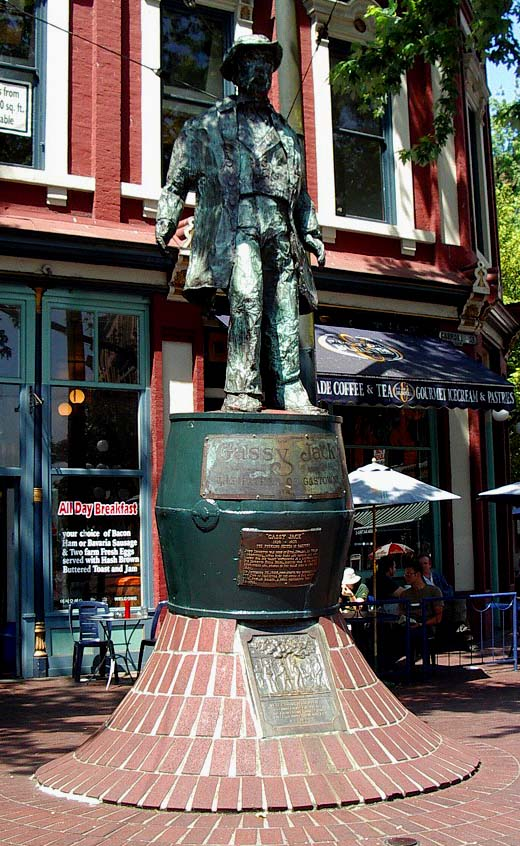
La statue de Gassy Jack à Gastown. On dit que le talus sur lequel repose le tonneau recouvre les racines de l'érable qui se dressait à côté de son salon, symbole de Gastown.

Vancouver est une cité de la province canadienne de Colombie-Britannique. Située près de l'embouchure du fleuve Fraser et sur le réseau des voies navigables du Détroit de Géorgie de la Baie Howe, de Baie Burrard, et de leurs affluents, Vancouver a été pendant des millénaires un lieu de rencontres, d'échanges et de peuplement.
La présence d'habitants dans ce qui s'appelle aujourd'hui le Lower Mainland de Colombie-Britannique date d'il y a 8 000 à 10 000 ans, quand les glaciers  de la dernière glaciation commencèrent à disparaître. Les lieux connus des Premières Nations sous le nom de S'ólh Téméxw sont la preuve archéologique d'un campement saisonnier (le site « Glenrose Cannery ») près de l'embouchure du Fraser qui date de cette époque.
Les premiers Européens à explorer la région furent le Capitaine espagnol José María Narváez en 1791, et le Capitaine britannique George Vancouver en 1792. La région ne fut peuplée par les Européens qu'environ un siècle plus tard, en 1862.La ville s'agrandit rapidement à la suite de la construction du Canadien Pacifique (CPR), ligne transcontinentale provenant du Canada-Est qui opéra un service continu dès la fin des années 1880. Les immigrants chinois affluèrent en nombre dans la région pour la construction du CPR. Ce furent ensuite des immigrants Européens provenant de l'Est Canadien qui s'établirent, comme le firent plus tard d'autres immigrants d'Asie et d'autres régions du monde, du fait du développement mondial des lignes

## Peuples indigènes
Les Peuples indigènes de la Côte Nord-Ouest du Pacifique sont les premiers habitants de Vancouver. La ville est située dans le territoire historique de trois Salish de la côte, les Squamish), Tsliel-waututh et Xwméthkwyiem ("Musqueam"—du nom masqui, « une herbe comestible qui pousse dans la mer »). Les Xwméthkwyiem vivent sur les rives sud du Fleuve Fraser. Dans la zone de False Creek et Baie Burrard, les Squamish vivent dans de nombreux villages du North Vancouver, également près de Baie Howe et plus haut dans la ville de Whistler. Les Tsleil-Waututh se trouvent principalement plus bas, dans les environs de Burrard. Les Xwméthkwyiem et les Tsleil-Waututh parlaient historiquement un dialecte issu du Halkomelem, la langue Squamish (langue) était différente mais de même origine. Leur langue était plus proche de celle de leurs voisins Sechelt (peuple) à Sechelt. La zone où se trouve Vancouver abondait en ressources alimentaires et matériaux de toutes sortes.
Les Musqueam vivent depuis 4000 ans dans leur village principal d'hiver, Xwméthkwyiem, à l'embouchure du fleuve Fraser. Grâce à ses faune et flore abondantes, l'Écosystème de Vancouver fournit abondamment les habitants en nourriture et matériaux depuis plus de 10 000 ans. Lors du premier contact européen, les Squamish venaient de s'établir dans des villages autour de l'actuel Vancouver à des endroits tels Stanley Park, Kitsilano,False Creek ou Burrard Inlet. Les Tsleil-Waututh étaient aussi établis à Burrard Inlet lors de l'arrivée du Capitaine George Vancouver en 1792.  Les plus grands villages se trouvaient à Xwemelch'stn (prononcé Homulchesan), près de l'embouchure du
Capilano, approximativement sous le pilier nord de l'actuel Pont Lions Gate et à Musqueam.  X̱wáýx̱way était un gros village dans Stanley Park (aux environs de Lumberman's Arch ). La fondation d'une mission catholique dans le village d'Eslha7an, près de Mosquito Creek a engendré la création d'une communauté importante de Squamish.  Le long de False Creek, au pilier sud du Pont Burrard, existait un autre village important appelé Senakw, où habitait l'historien Squamish August Jack Khatsahlano durant la colonisation.
Les Amérindiens de la côte Nord-Ouest avaient atteint un haut niveau de complexité concernant l'accumulation de ressources alimentaires.  Comme le note Bruce Macdonald dans:  Vancouver: a visual history : " Leur système économique encourageait le travail, l'accumulation de richesses et leur redistribution, le statut social ..." .  Les villages d'hiver, auparavant situés dans le Vancouver actuel, étaient bâtis de grands panneaux en bois de Western Red Cedar. Des rassemblements, les potlatch (anthropologie)es, étaient fréquents les mois d'été et d'hiver, où les puissances de l'esprit étaient actives. Ces cérémonies tenaient un rôle important dans leur vie sociale et spirituelle.

## Exploration européenne et installation

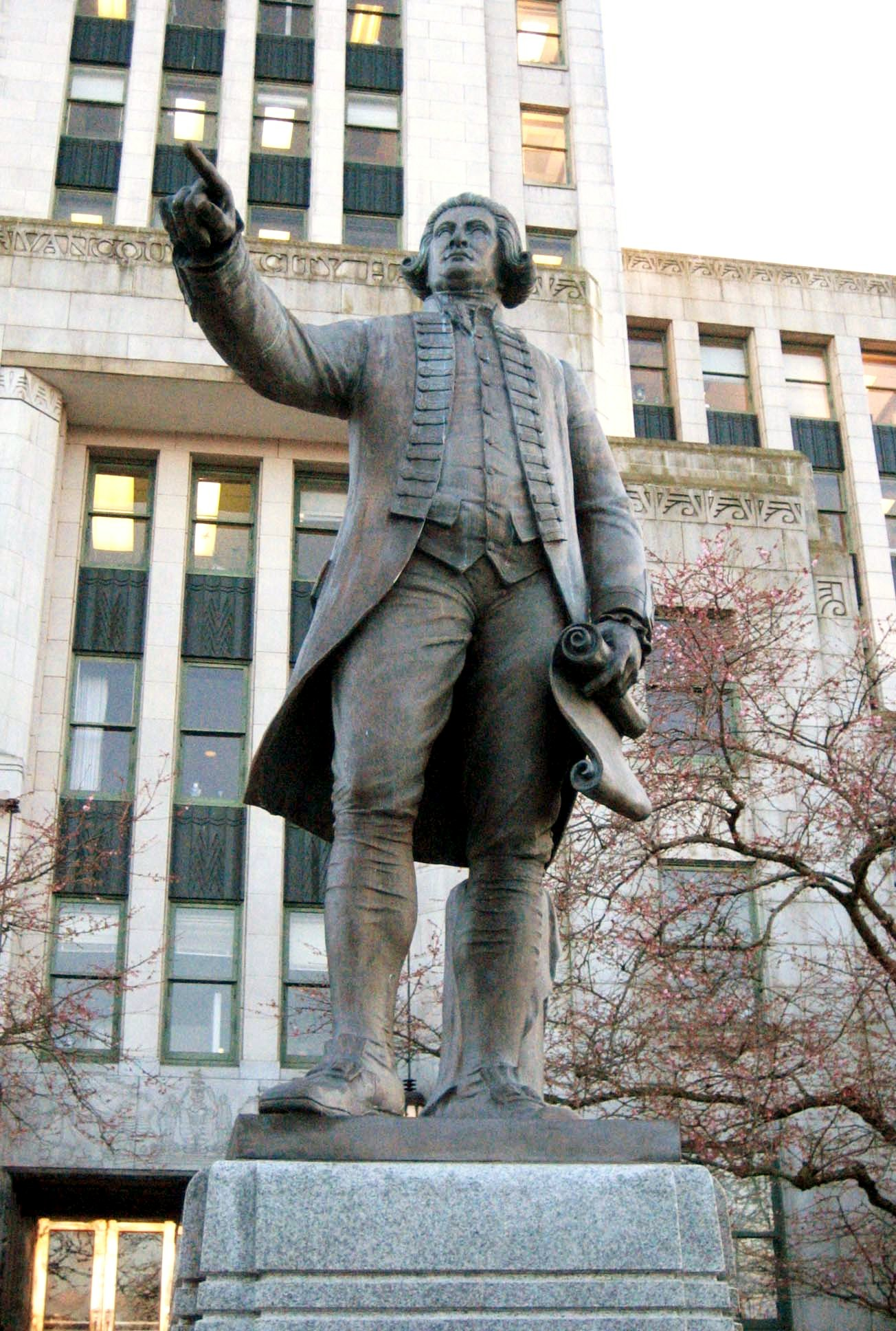
Statue du Capitaine Vancouver, devant la Mairie de Vancouver

Le capitaine espagnol José María Narváez fut le premier Européen à explorer le Détroit de Géorgie en 1791. Il accosta à Point Grey et pénétra dans la Baie Burrard. L'année suivante, en 1792, le capitaine de vaisseau George Vancouver (1757–1798) rencontra l'expédition espagnole de Dionisio Alcalá Galiano et Cayetano Valdés y Flores au large de  Point Grey, et explorèrent ensemble le Détroit de Géorgie. Vancouver explora aussi Puget Sound dans la région actuelle de Seattle  Vancouver, naviguant dans de petites embarcations, accompagné de son officier Peter Puget, arriva  dans la ville actuelle de Vancouver avant les Espagnols, d'abord à l'actuel  Point Grey. De manière informelle, Puget appela cet endroit Noon Breakfast Point. On donna le nom officiel de Puget à la branche Sud-Ouest de Point Grey en 1981,.
En 1808, Simon Fraser fut le premier européen à pénétrer à l'intérieur des terres, descendant le fleuve qui porte son nom. Bien qu'il y eut la Fraser Gold Rush en 1858–59, les campements de Burrard Inlet et d'English Bay étaient peu connus avant le début des années 1860, en grande partie en raison du désintérêt pour cette région  , car l'accès à l'intérieur de la Colombie-Britannique se faisait via la ville de New Westminster et le fleuve Fraser . Les chefs Squamish étaient également vigilants dans la région. À l'été 1859, Robert Burnaby et Moberly campèrent et prospectèrent en quête de charbon  dans le  Coal Harbour actuel de Vancouver. En général, ils s'entendirent bien avec les autochtones . Robert Burnaby écrivit "Notre temps libre fut consacré à explorer tous les recoins de cette région, qui, je le prophétise, deviendra l'un des plus grands rendez vous navals et centres de commerce de ce côté ci du monde. " (Lettre à sa famille , 31 août 1859) . L'original se trouve au Musée du Burnaby Village. C'est vers 1862 que s'installèrent les premiers non autochtones dans la ville de Vancouver, à la ferme McCleery, aux alentours de l'actuelle Southlands .

## Début de la croissance

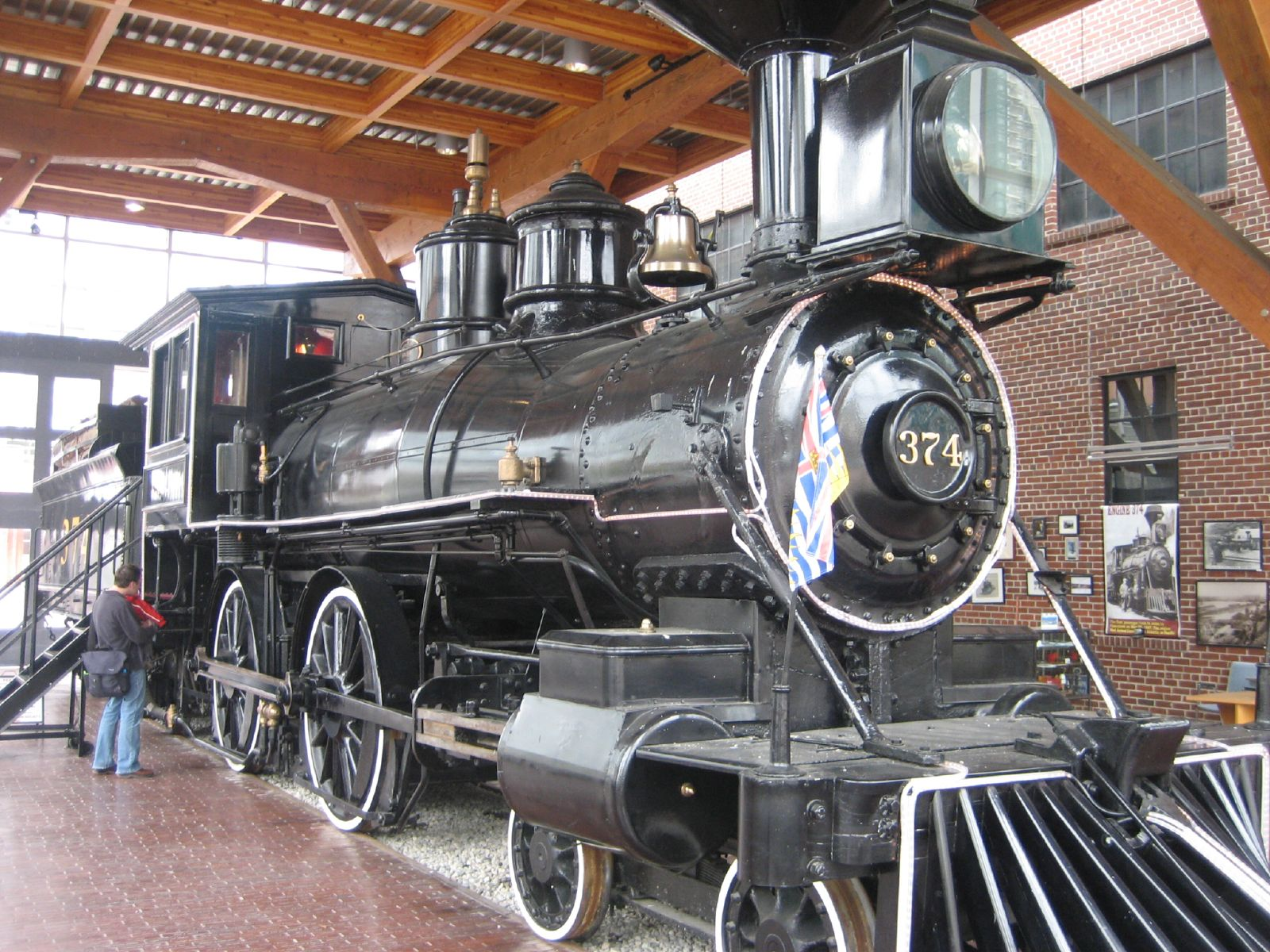
Le premier train qui rallia Vancouver par le transcontinental en 1887.

La première industrie qui se créa fut celle du bois sur les rives de la Baie Burrard, le port actuel de Vancouver. La première scierie fonctionna en 1863, à Moodyville, construite par l'entrepreneur Américain Sewell Moody ou Sewell Sue Moody.  En 1915, elle devint une municipalité et fut rebaptisée « North Vancouver ». Le Lower Lonsdale district porte toujours le nom de Moodyville, davantage pour des raisons commerciales (le vrai Moodyville se trouvait quelques blocs plus loin à l'est). On exporta du bois pour la première fois en 1865, vers l'Australie. En 1867, la première scierie sur la rive sud de Burrard Inlet, Stamp's Mill, commença à produire du bois de construction vers ce qui est maintenant le bas de Dunlevy Avenue, Vancouver.  Il était prévu d'installer l'usine à Brockton Point, dans le Stanley Park actuel, mais le site de Brockton Point s'avéra impossible en raison des courants avoisinants et de la houle qui rendait l'appontage difficile . Les arbres les plus grands au monde poussaient le long des rives sud de False Creek et d' English Bay et fournissaient, parmi d'autres utilisations, des mâts  pour le grand voilier en fer et pour les toujours plus grands navires de la Royal Navy. L'Empereur de la Chine Céleste fit une célèbre commande spéciale d'arbres provenant des environs de Jéricho (à l'ouest de Kitsilano). Elle consistait en des douzaines d'immenses poutres destinées à la construction de la Porte de la Paix Céleste, dans la Cité interdite de Pékin Tian'anmen. Les ouvriers et bûcherons provenaient de toutes parts, pour la plupart Scandinaves et Nootkas, venus aussi pour travailler dans l'industrie locale de la baleine. Au début, les Squamish, par nature, ne travaillaient pas dans les usines.
Auparavant pilote dans la marine, John (Jack) Deighton monta en 1867  un petit saloon sur la plage à environ un mile à l'ouest de la scierie. L'usine avait alors cessé de fonctionner et l'interdiction de consommer de l'alcool n'était plus en vigueur. Les gens fréquentaient beaucoup l'endroit et l'on construisit un chemin de bonne facture entre l'usine et le saloon, aujourd'hui Alexander Street. On surnomma Deighton, Gassy Jack, car c'était un bon bavard  (« gassy »). Un certain nombre d'hommes commencèrent à se fixer près du saloon et le quartier prit rapidement le nom de  Gassy's Town, rapidement abrégé en « Gastown ». En 1870, le gouvernement colonial de Colombie-Britannique  apprit la croissance rapide de ce quartier et envoya un contrôleur ayant pour mission d'établir une ville nommée Granville, en l'honneur du Colonial Secretary, Lord Granville, bien que l'endroit était bien connu sous le nom de Gastown (qui est toujours le nom de cette partie de la ville ).
Le nouveau site était situé dans un port naturel, c'est pourquoi le Canadien Pacifique en fit le terminus de la ligne. Le chemin de fer transcontinental était commissionné par le gouvernement du Canada sous la supervision du Premier Ministre Sir John A. Macdonald et était la condition pour que la Colombie-Britannique rejoigne la confédération en 1871. Le  président du CPR, William Van Horne, pensait que Granville ne convenait pas en raison du rapprochement que l'on pouvait faire avec Gastown, et suggéra fortement que Vancouver conviendrait mieux, en partie parce que les gens de Toronto et Montréal savaient où se trouvait l'Île de Vancouver mais n'avaient aucune idée où se trouvait Granville. La ville prit son nouveau nom le 6 avril 1886. Deux mois plus tard, le 13 juin, un incendie spectaculaire détruisit en vingt-sept minutes la plus grosse partie de la ville, le long des rives marécageuses de  Burrard Inlet. Finalement ce fut « un mal pour un bien » car la ville fut reconstruite avec des systèmes modernes d'adduction d'eau. L'électricité fut installée et la circulation routière prévue.
La ville se rétablit assez vite après cet incendie, bien que les festivités du Dominion Day prévues pour l'inauguration du CPR furent reportées à l'année suivante . Le premier train transcontinental venant de Montreal arriva à un terminus temporaire à Port Moody, en juillet 1886, la destination Vancouver même étant opérante en Mai 1887. Cette année-là, la population de Vancouver était de 5.000 habitants.  En 1892 elle atteignait les 15.000 et les 100.000 en 1900.
Le Port Metro Vancouver prit une importance du point de vue international car en position stratégique dans la All Red Route, qui parcourait tout le réseau commercial de l'Empire britannique, combiné au navire à vapeur et au réseau ferré du CPR  qui raccourcissait fortement  les délais de transports maritimes de l'Orient à Londres. La ville nouvelle devint un nœud important pour des investissements spéculatifs provenant de capitaux Britanniques et Allemands ,.  Après la construction du Canal de Panama, qui, au début, nuisait  au trafic  maritime de  Vancouver en devenant la meilleure route Asie-Europe, les tarifs de fret  diminuèrent dans les années 1920, rendant même  bénéficiaire le transport de céréales vers l'Europe  prairie grain depuis Vancouver, en plus de celui déjà transporté vers l'Orient.

## De1 900à1 940

### Économie

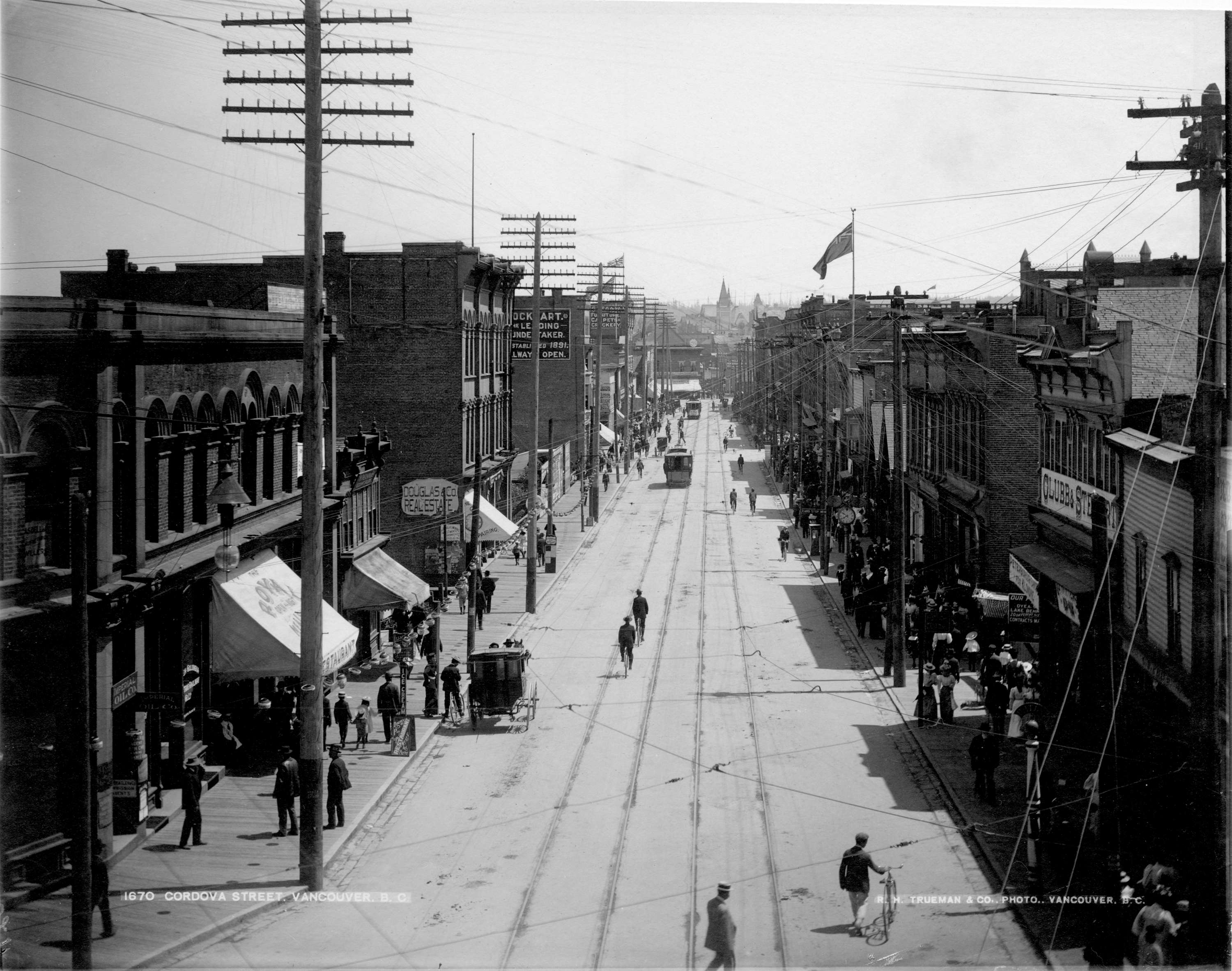
Cordova Street, à l'est de Cambie Street (vers 1890).

Avec l'ouverture du Canal de Panama en 1914, le port de Vancouver Vancouver’s  seaport pouvait rivaliser avec les plus grands ports internationaux pour le commerce mondial car se trouvant sur un itinéraire de remplacement vers l'Europe . Durant les années 1920, le gouvernement de la province parvint à rendre les tarifs de fret compétitifs par rapport à ceux  du rail . Ainsi, le jeune avocat qui défendit le dossier,Gerry McGeer, obtint la réputation de " l'homme qui abattit les Rocheuses" .” Le blé de la Prairie fut  donc acheminé depuis l'Ouest par Vancouver au lieu d'être transporté depuis les ports de la Côte est.  En 1913, le gouvernement fédéral forma la Commission du Port de Vancouver afin de  superviser le développement du port . Terminé en 1923, Ballantyne Pier était, du point de vue technologique, le port le plus avancé de l'Empire britannique. Le CPR, les exportateurs de bois, les opérateurs du terminal et d'autres sociétés basées sur le front de mer se regroupèrent après la Première Guerre mondiale pour fonder la Shipping Federation of British Columbia,employers’ association qui gérait les relations industrielles sur un front de mer au trafic de plus en plus intense . La  Federation se battit bec et ongles contre la syndicalisation, vint à bout d'une série de grèves et brisa les syndicats . Les docker déterminés créèrent le syndicat actuel International Longshore and Warehouse Union, ILWU, après la Seconde Guerre mondiale. Dans les années 30, le trafic commercial du port était devenu le secteur le plus florissant de l'économie de Vancouver .

### Controverses sociales
Bien que l'économie de la Province, grâce à l'exploitation de ses ressources naturelles, développa formidablement Vancouver, elle n'était cependant pas indemne des incertitudes, face au travail organisé. Des syndicats lancèrent deux grèves générales après la Première Guerre Mondiale. La première,  (première grève générale au Canada ) fut à la suite du décès de Ginger Goodwin. La ville fut durement touchée par de graves récessions et dépressions dans les années 1890, 1919, 1923, et 1929. Ces dernières ayant non seulement engendré de la misère mais aussi alimenté les tensions sociales. Plus précisément, les populations asiatiques nouvellement arrivées furent l'objet de  discriminations  ainsi que d'atteintes physiques, leur arrivée dans la Province étant fortement contestée.
Les émeutes anti orientales de 1917 furent fomentées, on le pense, par la Ligue pour l'exclusion des Asiatiques  Asiatic Exclusion League, et organisées par un groupe de syndicalistes, inspirés par leur équivalent à San Francisco.
Mais la discrimination était peut être moins flagrante que le suggèrent ces évènements . On pourrait  cependant opposer le fait que des hommes politiques, des publicitaires, aient pu promouvoir et répandre des idéologies discriminatoires dans des livres populaires tels que ceux de H. Glynn-Ward, en  1921 The Writing on the Wall et de Tom MacInnes,  1929 The Oriental Occupation of British Columbia. Des journalistes tels que L. D. Taylor, du Vancouver Daily World et le General Victor Odlum du Star publièrent de violents éditoriaux analysant et stigmatisant la “ Menace Orientale,” tels que Danger: The Anti-Asiatic Weekly.
Cette détermination à sécuriser les frontières de la Colombie-Britannique  influença les politiciens fédéraux afin de  faire voter des lois concernant l'immigration comme la head tax et la Chinese Exclusion Act. Ce que l'on pourrait appeler un "climat de peur et d' hystérie" dans les années 1920, eut son apogée avec l'affaire  'Janet Smith ', dans laquelle on accusa un Chinois d'avoir tué sa jeune collègue blanche. Les preuves de sa culpabilité reposaient, peut être, davantage sur des on stéréotypes  que des faits .
Un nombre croissant d'Indiens, d'abord ceux de religion Sikh, furent contraints d'obéir aux lois de l'immigration de 1908, bien que sujets de l'Empire britannique. Et en 1914, la plupart des 376 immigrants du  navire Komagata Maru, issus principalement du Pendjab en Inde, ne furent pas autorisés à débarquer car ils n'avaient pas respecté les lois d'immigration les obligeant à venir directement de leur pays d'origine. 
Un groupe de résidents d'origine indienne prit la défense des passagers . Après avoir perdu la bataille contre les lois d'immigration, le navire resta à quai à Burrard Inlet, attendant la fin des négociations concernant leur départ. Le chef du service d'immigration de Vancouver organisa avec la police et d'autres officiels un assaut du navire. Ils furent repoussés par ce que le Vancouver Sun appela des "masses vociférantes d'Hindous". Puis, le gouvernement fédéral envoya un navire de guerre et le bateau quitta Vancouver, après que le Ministre fédéral de l'Agriculture fasse des concessions. À leur retour en Inde, vingt passagers furent tués par la police dans un incident où ils refusaient de retourner au Pendjab .

### Vice et politiques
Vancouver, port d'attache du schooner Malahat, une goélette à cinq mâts surnommée " The Queen of Rum Row," était très active dans le trafic d'alcool durant la Prohibition aux États-Unis, malgré les tentatives de promouvoir la prohibition au Canada.
L. D. Taylor, le maire de Vancouver au plus grand nombre de mandats appliquait une politique de "ville ouverte" avant qu'il ne soit battu en 1934 par Gerry McGeer. Sa politique était plutôt de surveiller la prostitution, le jeu, et le trafic d'alcool plutôt que de les éliminer, afin que la police puisse agir efficacement contre cette criminalité.
Aussi, non seulement il y eut des allégations selon lesquelles Taylor était lié à la pègre, mais on maintenait en l'état les quartiers quartier chaud (prostitution) d'immigrés, tels que Chinatown, Japantown, et Hogan's Alley, ce qui laissait perpétuer l"idée que les non-blancs étaient enclins à l'immoralité et au crime. Taylor souffrit en 1934 de la plus grosse défaite électorale que la ville avait connue, principalement sur ces thèmes . McGeer avait pour crédo "La Loi et L'Ordre" afin de détruire le vice, après les années de “ville ouverte” de Taylor. Malheureusement, la (mauvaise) gestion des communautés non-blanches fut la cause de l'échec de son plan. Même l'East End (aujourd'hui Strathcona) avait été, dès la Première Guerre Mondiale, largement évacué par ses résidents Anglais, Ecossais, Irlandais, qui emménagèrent vers les nouveaux quartiers du West End et de Shaughnessy, plus riches (et plus blancs). L'East End, à l'origine quartier résidentiel qui se développa autour d' Hasting’s Mill, fut envahi par des vagues successives de nouveaux immigrants, et devint associé à la pauvreté et au vice (comme Downtown Eastside l'est aujourd'hui).

### Développement de la propriété et des quartiers
La première mesure adoptée par le Conseil Municipal, en 1886, fut d'exiger que la réserve militaire de 4,5 hectares soit transformée en parc. Les Historiens firent remarquer que c'était une étrange priorité pour la ville naissante car, à cette époque, il y avait de grands espaces verts. , Par contre, le West End, envisagé comme futur quartier chic, fut la cible de spéculateurs liés au  CPR .
À l'entre-deux guerres, d'autres quartiers ouvriers s'étaient développés, qui n'étaient pas spécialement pauvres ou racistes comme Mount Pleasant, la banlieue de South Vancouver, et Grandview-Woodland. Même le West End devenait moins chic. Les promoteurs du  CPR établirent encore une nouvelle enclave destinée à l'élite blanche et riche qui les feraient quitter le West End and serait la destination de la "nouvelle élite smart.” Point Grey fut initié en 1908 dans ce but, and Shaughnessy Heights serait développé exclusivement  pour les “ citoyens les plus riches et les plus en vue ” , qui devaient investir un  minimum de $6, 000 pour de nouvelles maisons, qui devaient répondre à des exigences spécifiques de style . Ces modèles de ségrégation économique furent apparemment finalisés en 1929 lorsque Point Grey et South Vancouver fusionnèrent avec Vancouver. Point Grey comprenait les quartiers actuels de Arbutus Ridge, Dunbar-Southlands, Kerrisdale et Marpole, Oakridge, Shaughnessy et South Cambie, et South Vancouver englobait les quartiers actuels de Cedar Cottage, Collingwood, Killarney, Riley Park-Little Mountain, Sunset, et Victoria-Fraserview. William Harold Malkin devint le premier maire de la ville nouvelle, défaisant Louis Taylor, le champion de "l'amalgame" à l'élection de 1928.

### La Dépression
La Colombie-Britannique était peut être la province canadienne la plus durement touchée par la dépression . Bien que Vancouver parvint à éviter la faillite, d'autres villes du  Lower Mainland 
n'eurent pas cette chance, comme North Vancouver et Burnaby. Vancouver devint la destination cible pour des milliers de transhumants – jeunes au chômage  traversant le Canada en quête d'emploi, et devint pendant des années la “Mecque des chômeurs” car, comme le firent remarquer cyniquement certains, c'était la seule ville du Canada où l'on pouvait mourir de faim avant de mourir de froid. “Des jungles de clochards” fleurissaient les premiers jours de la Dépression, les hommes construisaient des abris de fortune avec ce qu'ils trouvaient (ou volaient) . Les plus importants furent détruits car prétendument insalubres. Vancouver était aussi le vivier des manifestations de chômeurs menées par des communistes qui fréquentèrent la ville durant cette décade  avec comme point d'orgue la grève de soutien des travailleurs relief camp strike et la Marche sur Ottawa en 1935. Des agitateurs communistes et leurs supporters menèrent aussi des grèves dans d'autres industries, surtout celle du front de mer Ballantyne de 1935 waterfront strike, et formèrent une large proportion du Bataillon Mackenzie-Papineau de Vancouver pour combattre le fascisme durant la Guerre d'Espagne, comme contribution non officielle aux Brigades internationales.

### Célébrations civiques
Vancouver fut le lieu de grandes célébrations en 1936, en partie pour stimuler l'esprit en pleine   Dépression, et aussi pour célébrer le Jubilée de Vancouver. Le Maire McGeer provoqua une considérable controverse en organisant de coûteuses célébrations à un moment où la ville vacillait au bord de la faillite et les employés municipaux travaillaient avec des salaires fortement réduits. Néanmoins, il fut très encouragé par ceux qui étaient en faveur des célébrations qui pourraient, finalement, être bénéfiques pour la prospérité de la ville. Certaines grosses dépenses furent abondamment critiquées, par exemple, l" horrible fontaine " érigée à Stanley Park. D'autres apportèrent un soutien financier et public, telle la construction de l'actuelle mairie, à  Cambie Street. L'autre grande célébration fut la visite du Roi, en 1939, pour marquer la fin de la Dépression mark et le début d'une autre guerre mondiale.

## Seconde Guerre Mondiale
Voir l'article Internement des Japonais-canadiens
Le déclenchement de la Seconde Guerre mondiale provoqua de grands bouleversements pour Vancouver. Les unités de la milice locale recrutèrent rapidement des membres supplémentaires et les  Vancouver's Seaforth Highlanders du Canada, par exemple, avaient un bataillon positionné à l'étranger, en Angleterre en 4 mois, et se maintinrent en Europe, combattant jusqu'à la fin de la guerre. Le Régiment de Colombie-Britannique, le 15e Régiment d'infanterie RCA, le 6e Régiment du Génie, le HMCS Discovery et d'autres, contribuèrent à l'effort de guerre. De nouvelles dépenses massives des gouvernements et l'embauche dans l'armée et les usines relança fortement l'économie après la Grande Dépression des années 30. Parmi les matériels  et armes produits en vue de  la guerre, il y avait des dragueurs de mine minesweepers, des corvette (navire) pour la Marine royale canadienne, des canons anti-aériens à Burnaby et l'usine  Boeing près de Richmond qui produisit des pièces pour les bombardiers B-29. Les vieilles installations de défense du Port de  Vancouver furent renforcées par un positionnement de l'artillerie sur la côte à Point Grey (Le Musée d'Anthropologie est construit au-dessus), à Stanley Park, sous le pont Lion's Gate et à Point Atkinson. En 1942, quelques mois après l'attaque Japonaise attaque de Pearl Harbor,les Canadiens "Japonais" furent évacués de la Côte Ouest. Les Américains firent de même avec leurs citoyens d'origine Japonaise.  Les Canadiens d'origine japonaise furent mis en détention dans des quartiers spéciaux comme les granges d'Hastings Park puis internés dans des camps à l'intérieur par le gouvernement fédéral, ce qui rappelle  la Loi sur les mesures de guerre. Par peur des bombardements et des attaques au gaz, un  blackout fut imposé sur la Côte Ouest en 1942 et l'on fournit des masques à gaz aux écoliers et à d'autres catégories. Le Japon attaqua vraiment la côte Ouest. Un sous-marin japonais bombarda le Phare d'Estevan Point, des soldats japonais envahirent une île en Alaska et des ballons munis de bombes (Projet Fugo), portés par les courants aériens traversèrent le Pacifique pour se fracasser dans les forets and sur les habitants du Canada and des USA. Ces ballons atterrirent à Point Roberts, mais le secret fut bien gardé jusqu'à très tard durant la guerre. 

## De1 950à aujourd'hui
CBUT-DT, la plus vieille station de télévision du Canada occidental, réalisa ses premières émissions en Décembre 1953. Le Pont Oak Street Bridge, reliant Vancouver à Richmond par le fleuve Fraser, fut inauguré en 1957. Alors que le Second Narrows Bridge et le Pont Lions Gate avaient établi la liaison avec la North Shore, respectivement en 1925 et 1938, le     
Ironworkers Memorial Second Narrows Crossing suivit in 1960. Les derniers vestiges du British Columbia Electric Railway réseau de voie ferrée interurbain fut démantelé en 1958.
Un autre grand pont au-dessus du Fraser, les Ponts de Port Mann en direction de  Surrey, ouvrit en 1964. Deux universités nouvelles furent créées, l'Institut de technologie de la Colombie-Britannique en 1960 et l'Université Simon Fraser en 1965; toutes deux ont des campus satellites à Vancouver. Les résidents de Strathcona –chinois pour la plupart– formèrent un mouvement contestataire  , mené par une activiste  Mary Lee Chan et empêchèrent la construction d'une autoroute qui aurait entrainé la destruction du quartier . En 1967, le District régional du Grand Vancouver fut créé. Greenpeace,l'une des organisations internationales pour l'environnement, fut fondée à Vancouver en 1971.
En 1968 le Conseil des arts du Canada accorda une bourse de 3500$ à Joachim Foikis de Vancouver "pour raviver l'ancienne et célèbre tradition du " bouffon de ville ". Il avait l'habitude d'assister aux conseils municipaux en habit traditionnel de bouffon, y ajoutant de l'esprit, des comptines, éveillant de l'intérêt chez les badauds, et attirant l'attention internationale sur Vancouver ,.
Les sports à disque virent le jour à Vancouver à Kitsilano Beach en 1974 avec les  Vancouver Open Frisbee Championships.
La constante montée en puissance de l'aéroport à Sea Island entraina la construction d'un autre pont sur le Fraser, l'Arthur Laing Bridge qui s'ouvrit au trafic routier  en 1975.
La Pacific Central Station ayant remplacé la  Waterfront Station comme gare ferroviaire principale en 1979, cette dernière fut transformée en terminal de bus SeaBus et le futur SkyTrain (qui ouvrit six ans plus tard ). Le premier stadium avec dôme du Canada, BC Place Stadium ouvrit en 1983. Le SkyTrain, le BC Place Stadium,  le Science World, Canada Place et la Plaza of Nations, furent construits pour l'Exposition spécialisée de 1986. Exposition internationale. Cet évènement international important fut le dernier tenu en Amérique du Nord et considéré comme un succès, avec 22.111.578 visites.